# Surfing with the Alien
Albums de Joe Satriani
Not of This Earth
(1986) Dreaming #11
(1988)
Surfing with the Alien est le deuxième album du guitariste américain  Joe Satriani. Il est sorti le 15 octobre 1987 sur le label Relativity et a été produit par Joe Satriani et John Cuniberti.

## Historique
Cet album fut enregistré dans les Hyde Street Studios de San Fransisco avec le petit budget de 13 000 dollars.
Il révèle le guitariste au grand public et compte quelques titres des plus connus de Satriani comme Surfing with the Alien, Satch Boogie, morceaux qui contribuent à populariser le shred, ou encore Always With Me, Always With You. Satriani passe ainsi de la ballade au hard rock en passant par l'exercice de style (tapping) qu'est Midnight. Cet album reste pour l'époque une innovation en matière de sonorité.
Le titre et la pochette de l'album font référence au Surfer d'Argent, personnage de comic. Le dessin de la pochette est tiré du premier numéro du comic Silver Surfer (1982), dessiné par John Byrne.
Une réédition du nom de Surfing with the Alien 20e anniversaire sort en 2007 en CD et DVD. Les droits d'exploitation sur le surfer d'argent ne permettent plus d'en utiliser l'image, d'où le restyle de la pochette.
L'album a atteint la 29e place du classement du Billboard 200 américain et fut certifié disque de platine aux États-Unis en 1992.

## Accueil critique
Pour Stephen Erlewine, d'AllMusic, qui lui donne 4,5 étoiles sur 5, l'album est « l'étalon-or du jeu de guitare de la deuxième partie des années 1980 » et Satriani combine « sa dextérité à un véritable sens de la construction mélodique ». 
Erlewine met particulièrement en avant Always with Me, Always with You, Satch Boogie et Surfing with the Alien pour la qualité des mélodies. 
Christian Larrède, de Music Story, lui donne 4 étoiles sur 5, estimant que la « vélocité irréprochable » de Satriani « se met au service d’un style - et d’une sonorité générale – tellement fluide qu’on ne sent qu’à de très rares moments la pesanteur de l’exhibitionnisme ». 
Le site Sputnikmusic lui donne 5 étoiles sur 5, évoquant « l'album essentiel » de Joe Satriani, qui a « mis toute son âme dans chaque morceau » et a « élevé la barre de la prouesse musicale » avec ce « chef-d'œuvre de virtuosité ».

## Titres
- Tous les titres sont signés par Joe Satriani.

1. Surfing with the Alien - 4:25
2. Ice 9 - 3:59
3. Crushing Day - 5:14
4. Always with Me, Always with You - 3:22
5. Satch Boogie - 3:13
6. Hill of the Skull - 1:48
7. Circles - 3:28
8. Lords of Karma - 4:48
9. Midnight - 1:42
10. Echo - 5:37

## Musiciens
- Joe Satriani : guitares, basse, claviers, percussions, programmation
- Bongo Bob Smith : percussions, programmation
- Jeff Campitelli : batterie, percussions
- John Cuniberti : percussions

## Classements et certifications
Charts
| Pays             | Durée du classement | Meilleur classement | Date             |
| ---------------- | ------------------- | ------------------- | ---------------- |
| Australie        | 25 semaines         | 10e                 | 27 novembre 1988 |
| Canada           | 12 semaines         | 43e                 | 11 juin 1988     |
| États-Unis       | 75 semaines         | 29e                 | 30 avril 1988    |
| Nouvelle-Zélande | 36 semaines         | 16e                 | 4 mars 1990      |

Certifications
| Pays        | Ventes      | Certification | Date       |
| ----------- | ----------- | ------------- | ---------- |
| États-Unis  | 1 000 000 + | Platine       | 03/02/1992 |
| Royaume-Uni | 50 000 +    | Argent        | 22/07/2013 |